# Nucleocosmocronologia
La nucleocosmocronologia, nota anche come cosmocronologia, è una tecnica relativamente recente utilizzata per determinare l'età di oggetti astronomici e l'ordine dei tempi di particolari eventi. Questa tecnica studia l'abbondanza dei nuclidi radioattivi e la produzione delle relative specie a seguito del decadimento in maniera analoga datazione radiometrica usata in fisica, archeologia e geologia.
La tecnica generalmente prende in esame, generalmente, il Torio232, l'Uranio235e l'Uranio238 sostanzialmente per due fattori fondamentali:
- un'emivita di durata sufficientemente lunga (nell'ordine dei 109 anni);
- una conoscenza adeguata dei processi di nucleosintesi che portano alla formazione degli isotopi in questione.

A causa di fattori limitanti quali l'incertezza riguardo l'abbondanza dei suddetti nuclei nelle fasi di formazione galattica e la talvolta difficile misurazione del rapporto fra nuclidi originali e prodotti del decadimento negli oggetti meno luminosi, la nucleocosmocronologia viene usata per stabilire limiti (inferiori o superiori) per l'ordine di grandezza dell'età di galassie o del nostro universo piuttosto che stabilire misure precise.
Malgrado questo, date le condizioni particolarmente favorevoli) è stato possibile determinare con successo l'età del Sole (4,57±0,02 miliardi di anni) giungendo ad un risultato conforme ai modelli di evoluzione stellare, emissione energetica del Sole e all'età del sistema solare.